# Blazsovszky Ákos
Blazsovszky Ákos (Budapest, 1978. március 20. –) magyar színész.

## Életpályája
A József Attila Színház stúdiósa volt, ahol Háda János volt az osztályfőnöke. 1996-1997 között a Pinceszínházban, 1998-1999 között a Nemzeti Színházban és a Thália Színházban, 2000-ben a Merlin Színházban játszott. 1998-tól a József Attila Színház színésze. 2022-ről a Színház- és Filmművészeti Egyetem hallgatója.
2014-ben szerzett színész végzettséget a Színház és Filmintézetben.

## Filmes és televíziós szerepei
- Jóban rosszban (2019-2020) ...Deák Miklós
- HHhH – Himmler agyát Heydrichnek hívják (2017) ...Kralova Úr
- Kojot (2017) ...Lelkész

## Díjai, elismerései
- Józsa Imre-díj (2018)[6]
- Kaló Flórián-díj (2019)